# Цитадель династии Хо
Цитадель династии Хо (вьет. Thành nhà Hồ) — цитадель (крепость) во Вьетнаме, расположенная в провинции Тханьхоа, в 150 километрах к югу от Ханоя. Площадь 156 км².
Цитадель династии Хо во Вьетнаме является центром бывшей столицы Вьетнама конца XIV века — начала XV века, политическим, экономическим и культурным центром северного района Вьетнама с XVI до XVIII века. 27 июня 2011 года Цитадель династии Хо внесена в список всемирного наследия ЮНЕСКО.

## Описание
Система цитадели включает каменные стены, которые были выложены большими каменными блоками, внешнюю оборонительную стену цитадели (Ла-Тхань) и алтарь Намжао (место проведения церемонии в честь Небесного Владыки). Кроме этого, последовательные культурные слои под землей хранят информацию о дворцах, храмах, дорогах, предметах декоративного искусства, даже о древних деревнях, пейзажи сохраняются в относительно нетронутом состоянии, чётко отражая исторический период культуры и цивилизации Вьетнама.